# As Folguedas
As Folguedas es una localidad del municipio de Bóveda, en la provincia de Lugo, España. Pertenece a la parroquia de Vilalpape.
Se encuentra a 445 metros de altitud, en la sierra de Marzán. En 2017 estaba deshabitada.